# Yas (schip, 1981)
Het megajacht Yas is een groot jachtschip uit de Verenigde Arabische Emiraten.
Het werd gebouwd met als basis de romp van een Nederlands S-fregat in de Kortenaerklasse, de Hr.Ms. Piet Hein. Die romp werd gebouwd door de Nederlandse Koninklijke Maatschappij de Schelde en de Piet Hein werd op 14 april 1981 in dienst gesteld. Na de uitdienstname werd het fregat in 1998 verkocht aan de Verenigde Arabische Emiraten en deed het schip dienst als Al Emerat (F02). Toen het fregat in 2005 ook daar uit de vaart genomen werd bleek de romp in dermate goede staat te verkeren dat deze als basis kon worden gebruikt voor het megajacht de Yas (project Swift 141)
Op de werf van Abu Dhabi MAR (tegenwoordig ADMShipyards) bouwde men het fregat om tot een luxe jacht dat ruimte biedt aan zestig passagiers en een topsnelheid heeft van 26 knopen. Maritiem journalist Jack Somer, die een boek schrijft over het project, noemt twee voordelen van zo’n ombouw: in de eerste plaats wordt de duur van de bouw van een jacht met minstens anderhalf jaar bekort, en daarnaast werkt de scheepsbouwer met een scheepsromp die zich door en door bewezen heeft.
Abu Dhabi Mar verving de oorspronkelijke stalen bovenbouw van de Piet Hein door een nieuwe bovenbouw (afmetingen 100 × 14,4 × 13,5 m) van composietmaterialen. Men koos voor composieten om de boot lichter, stabieler en sneller te maken. Het Amerikaanse bedrijf JFCI Composites Group leverde circa 6.500 vierkante meter aan onderdelen gemaakt van composieten: balken, tussenschotten, dekpanelen en koolstofvezelversterkte longitudinals (kielliggers). Ook het helikopterdek is gemaakt van composieten.
De nieuwe bovenbouw werd door middel van structural channels en verlijming verbonden met het stalen dek. De tussenschotten en buitenwanden van de onderste etage van bovenbouw werden daarbij in stalen sleuven op het dek geschoven die zijn bedekt met een epoxy. De vernieuwing van de elektrische-, navigatie- en communicatiesystemen werd uitgevoerd door het Nederlandse bedrijf Imtech Marine & Offshore. Als onderdeel van de transformatie zijn de originele Rolls-Royce gasturbines door Blohm + Voss vervangen door twee lichtere dieselmotoren.
De vormgeving van in- en exterieur van de Yas was in handen van Pierrejean Design in Parijs.